# 洲子尾抗爭事件
洲子尾抗爭事件（洲後村抗爭事件）是發生在台灣台北縣五股鄉洲後村的反對政府強制遷村的抗爭事件。事件發生在1980年至1984年，因政府為開闢二重疏洪道，徵收洲仔尾（五股鄉洲後村、竹華村兩村和更寮村的部分土地，即今五股溼地）為洩洪區，當時雖然在戒嚴體制之下，居民仍然透過請願、遊行極力抗爭。1984年政府違反「先建後拆」的承諾，強制洲仔尾居民搬遷至蘆洲灰磘重劃區，洲後村廢村，今蘆洲忠義廟即是從洲仔尾遷建。

## 大事紀
- 清治時期，陳氏家族開始遷移至洲仔尾。
- 日治時期，洲子尾盛產柑橘。
- 戰後1946年，洲子尾更名為洲後村。
- 1964年，國民政府炸毀獅子頭隘口。
- 1968年，政府宣布「北區防洪計畫」，洲後村被劃為「洪水平原一級管制區」。
- 1979年，行政院核定《第1期防洪計劃》，決定興建二重疏洪道。
- 1980年，村民為反對拆遷，開始至中央政府陳情，甚至進行遊行示威。
- 1982年，《第1期防洪計劃》開始施工。
- 1983年，二重疏洪道正式開工。
- 1984年6月21日，洲後村代表51人到省議會陳情。
- 1984年8月16日，政府開始拆遷洲後村。
- 1987年，灰磘重劃區完工。[1]

## 外部連結
- 重現蘆堤上村落-洲後村